# Les Amis d'autrefois
Pistes de Vous aviez ma belle
Faluron-lurette J'ai pas peur du loup
Les Amis d'autrefois est une chanson d'Anne Sylvestre parue en 1963 dans l'album Vous aviez ma belle.

## Historique
La chanson sort dans l'album Vous aviez ma belle en 1963. Elle ressort la même année dans un EP, et dans un 45 tours.
Anne Sylvestre est revenue sur la genèse de cette chanson, ancrée géographiquement dans les Glénans (les paroles mentionnent l'île de Drénec) :

« Les amis d’autrefois s’adressait à quelques personnes que j’avais connues à l’école de voile des Glénans quand je commençais à gratter mes petites chansons à la veillée, avant d’essayer de devenir chanteuse. Et puis beaucoup de gens sont passés par les Glénans et la chanson a continué à y être chantée. Quand ma fille est allée y faire un stage, on lui a demandé si elle connaissait cette chanson et, sans rien dire, elle a chanté en chœur avec les autres. Mais maintenant, quand je chante Les Amis d’autrefois, le public d’autrefois croit que ça s’adresse à lui. Il y a un élargissement : les gens font ce qu’ils veulent des chansons. »

## Thématique
Les Amis d'autrefois est une chanson nostalgique qui évoque l'amitié « Le style même de cette chanson reflète l'état d'esprit d'« équipe » et son vocabulaire d'une extrême simplicité […] « sonne » la grande et pure amitié des filles et des garçons passionnés de voile ».
Elle évoque aussi la perte de l'insouciance de la jeunesse, comme le souligne Vincent Dedienne : « La phrase « Mais Dieu, que c’est dommage, vous avez grandi/Vous n’êtes plus sauvage que le samedi » m’a fait pleurer pendant au moins un mois et demi… »

## Reprise
Les Amis d'autrefois a été interprétée par Vincent Dedienne au Printemps de Bourges 2016,.